# آنا پائولا واسکس
آنا پائولا واسکس (انگلیسی: Ana Paula Vázquez؛ زادهٔ ۵ اکتبر ۲۰۰۰) کماندار زن اهل مکزیک است.
وی در مسابقات کشوری و بین‌المللی در مجموع برندهٔ ۱ مدال طلا، ۶ مدال نقره، ۱ مدال برنز شده است.